# Valgorge
Valgorge – miejscowość i gmina we Francji, w regionie Owernia-Rodan-Alpy, w departamencie Ardèche.
Według danych na rok 1990 gminę zamieszkiwało 430 osób, a gęstość zaludnienia wynosiła 16 osób/km² (wśród 2880 gmin regionu Rodan-Alpy Valgorge plasuje się na 1207. miejscu pod względem liczby ludności, natomiast pod względem powierzchni na miejscu 291.).

## Populacja

Populacja Valgorge w latach 1962-2008